# British Institute in Eastern Africa
Le British Institute in Eastern Africa (BIEA) est un institut de recherche britannique destiné à la recherche en histoire, archéologie, et autres sciences sociales en Afrique de l'Est. Basé à Nairobi au Kenya, il est un des sept instituts de recherches britanniques de la British Academy (au même titre que la British School at Athens ou encore la British School at Rome).

## Histoire
L'Institut est fondé en 1959 sous le nom de British Institute of History and Archaeology in East Africa (Institut britannique d'histoire et d'archéologie d'Afrique de l'Est). Son premier directeur est l'archéologue Neville Chittick. Le premier siège de l'institut est établi en 1960 à Dar es Salam en Tanzanie, puis est déplacé à Nairobi en 1965. En 1970, il adopte son nom actuel de British Institute in Eastern Africa.
L'Institut français de recherche en Afrique partage depuis 2009 ses locaux avec le British Institute in Eastern Africa.

## Directeurs
| Dates                 | Nom              |
| --------------------- | ---------------- |
| 1961-1983             | Neville Chittick |
| 1983-1998             | John Sutton      |
| 1998-2006             | Paul Lane        |
| 2006-2009             | Justin Willis    |
| 2010-2014             | Ambreena Manji   |
| 2014-2018             | Joost Fontein    |
| Depuis 2018 (Londres) | Jane Humphris    |
| Depuis 2018 (Nairobi) | Freda Nkirote    |